# ساوا (مجارستان)
ساوا (به مجاری:  Szava) یک شهرداری در مجارستان است که در ناحیه شیکلوش واقع شده‌است. ساوا ۱۲٫۶۴ کیلومتر مربع مساحت و ۳۶۲ نفر جمعیت دارد.